# أكينوري إيتشيكاوا
أكينوري إيتشيكاوا (باليابانية: 市川 暉記) (19 أكتوبر 1998 في كاناغاوا في اليابان – )؛ هو لاعب كرة قدم سابق كان يلعب كحارس مرمى.

## وصلات خارجية
- أكينوري إيتشيكاوا على موقع رابطة كرة القدم اليابانية للمحترفين (اليابانية)
- أكينوري إيتشيكاوا على موقع قاعدة بيانات كرة القدم.إي يو (الإنجليزية)
- أكينوري إيتشيكاوا على موقع Soccerway.com (الإنجليزية)
- أكينوري إيتشيكاوا على موقع عالم كرة القدم.نت (الإنجليزية)